# Kara-Chol
Kara-Chol (ros. Кара-Холь) – wieś w Rosji, w Tuwie, w kożuunie baj-tajgińskim. W 2010 liczyła 1395 mieszkańców.